# Киш (Ходжавендский район)
Киш (азерб. Kiş), до 1992 года Гиши (азерб. Qişi) — в Ходжавендском районе Азербайджана, является центром Кишского сельского административно-территориального округа. 

## География
Село Киш входит в состав Кишского сельского административно-территориального округа Ходжавендского района, при этом село Киш является центром этого сельского административно-территориального округа.

## История
В советский период село называлось Гиши и являлось центром Гишинского сельсовета Мартунинского района Нагорно-Карабахской автономной области (НКАО) Азербайджанской ССР.
2 сентября 1991 года на совместной сессии Нагорно-Карабахского областного и Шаумяновского районного Советов народных депутатов была принята Декларация о провозглашении Нагорно-Карабахской Республики в границах Нагорно-Карабахской автономной области (НКАО) и сопредельного Шаумяновского района Азербайджанской ССР.
26 ноября 1991 года Верховный Совет Азербайджанский Республики принял Закон "Об упразднении Нагорно-Карабахской автономной области Азербайджанской Республики". В этом Законе помимо упразднения Нагорно-Карабахской Автономной Области (НКАО), было постановлено в том числе также и переименование Мартунинского района в Ходжаведский. Решением Милли Меджлиса Азербайджанской Республики от 29 декабря 1992 года село Гиши было переименовано в Киш. В настоящее время это село Киш и является центром Кишского сельского административно-территориального округа Ходжавендского района Азербайджана.
В результате Карабахского конфликта, село в начале 90-х годов ХХ-ого века попало под контроль непризнанной Нагорно-Карабахской Республики (НКР). Согласно административно-территориальному делению непризнанной республики село находилось в составе Мартунинского района НКР и продолжало называться Гиши (арм. Գիշի).
Согласно Трёхстороннему Заявлению в ночь с 9 по 10 ноября 2020 года, подписанному по итогам Второй карабахской войны, село перешло под контроль Российских миротворческих сил.
В результате боевых действий в сентябре 2023 года Азербайджан восстановил свой контроль над селом.

## Население
По состоянию на 1 января 1933 года в селе проживало 1487 человек (323 хозяйств), все  — армяне.

## Описание
Через село проходит трасса Гырмызы-Базар — Сос — Гюнейчартар — Киш — Ходжавенд, которое соединяет село с одной стороны с райцентром Ходжавендом, а с другой с трассой Гадрут — Гырмызы-Базар — Ханкенди — Агдере, которая фактически даёт выход в Ханкенди, Гадрут и на границу с Арменией.
Во время контроля над этой территорией со стороны непризнанной Нагорно-Карабахской Республикой на винзаводе в Мартунинском районе НКР под брендом «Гиши» выпускалось вино.

## Известные уроженцы
- Алексан Максимович Арутюнян (арм. Ալեքսան Հարությունյան, 10 июля 1965) — армянский общественный, государственный и политический деятель.
- Григорян, Самвел Самвелович (1930—2015) — советский и российский учёный в области механики, основоположник современной теории динамики горных пород и грунтов, директор Института механики МГУ (1992—2000), академик РАН (2000).[12]